# Апатеу (Сату-Маре)
Апатеу (рум. Apateu) — село у повіті Сату-Маре в Румунії. Входить до складу комуни Кулчу.
Село розташоване на відстані 441 км на північний захід від Бухареста, 8 км на схід від Сату-Маре, 119 км на північ від Клуж-Напоки.

## Населення
За даними перепису населення 2002 року у селі проживали 329 осіб.
Національний склад населення села:
| Національність | Кількість осіб | Відсоток |
| -------------- | -------------- | -------- |
| угорці         | 210            | 63,8%    |
| румуни         | 110            | 33,4%    |
| цигани         | 6              | 1,8%     |

Рідною мовою назвали:
| Мова      | Кількість осіб | Відсоток |
| --------- | -------------- | -------- |
| угорська  | 211            | 64,1%    |
| румунська | 112            | 34,0%    |